# Skafida Peak
Der Skafida Peak (bulgarisch връх Скафида wrach Skafida) ist ein 2100 m hoher und felsiger Berg im Hauptkamm der nördlichen Sentinel Range des Ellsworthgebirges im westantarktischen Ellsworthland. Er ragt 2,43 km südöstlich des MacDonald Peak, 11,8 km westsüdwestlich des Mount Cornwell, 6,2 km nordwestlich des Mount Crawford, 12,1 km nordnordöstlich des Arzos Peak und 12,3 km ostnordöstlich des Fisher-Nunataks auf. Seine steilen Ost- und Südhänge sind teilweise unvereist. Der Newcomer-Gletscher liegt östlich von ihm.
US-amerikanische Wissenschaftler kartierten ihn 1961. Die bulgarische Kommission für Antarktische Geographische Namen benannte ihn 2014 nach der mittelalterlichen Festung Skafida im Südosten Bulgariens.